# Castlegregory
Castlegregory is een plaats in het Ierse graafschap Kerry. De plaats telt 186 inwoners.